# Jarqoʻrgʻon
Jarqoʻrgʻon ist eine Stadt im Süden der Viloyat Surxondaryo in Usbekistan. Sie ist das Verwaltungszentrum des Bezirks Jarqoʻrgʻon und liegt in der Ebene Surxon-Sherabad am rechten Ufer des Flusses Surxondaryo.

## Geschichte
Jarqoʻrgʻon ist eine alte Stadt. Sie liegt an einer der Handelsrouten in Zentralasien und ist seit dem frühen Mittelalter bekannt. Der Name der Stadt Jarqoʻrgʻon stammt von dem Namen einer Festung, die am Rande einer Klippe liegt. In der arabisch-persischen geografischen Literatur des VIII. bis XII. Jahrhunderts wird die Festung Jarqoʻrgʻon häufig erwähnt. Heutzutage sind von der Festung nur noch Ruinen ihrer Mauern erhalten.

## Geografie
Die Stadt liegt am rechten Ufer des Surhan-Flusses auf 350 m ü. Ostsee. Durch die Stadt fließt der Bewässerungskanal Zang. Die Stadt befindet sich in der Nähe der Staatsgrenzen zu Afghanistan und Tadschikistan. Die nächstgelegenen Städte sind Sariq (23 km), Angor (24 km), Uchkizil (25 km), Termiz (29 km), Qumqoʻrgʻon (38 km).

## Verkehr
Die Stadt verfügt über einen gleichnamigen Bahnhof an der Strecke Termez - Qumqoʻrgʻon.

## Industrie
In Jarqoʻrgʻon gibt es Unternehmen der Leichtindustrie (zum Beispiel die Textilfabrik „Surxon Textile“). Zu den wichtigsten Industriebetrieben der Stadt gehören die Baumwollreinigungsanlage, die Baustoffwerke, die Bergbauabteilung „Zharkorgon Erdöl“, die Werkstätten für die Reparatur von Erdölfördermaschinen, das Kraftverkehrsunternehmen, die Treibstofflager und die Lager für die Annahme landwirtschaftlicher Erzeugnisse. Die landwirtschaftlichen Erzeugnisse des Bezirks werden in viele Länder der Welt exportiert.

## Bevölkerung
Die Stadt wird hauptsächlich von Usbeken, aber auch von Koreanern, Tataren und Russen bevölkert. Die Stadt steht an 73. Stelle der Bevölkerung in der Republik Usbekistan und an vierter Stelle in der Viloyat Surxondaryo.